# Constitución austriaca de 1934
La Constitución austriaca de 1934 fue la ley fundamental del periodo autoritario de la Primera República austriaca. De carácter autoritario y corporativista, se proclamó el 1 de mayo de 1934 y estuvo vigente hasta la anexión alemana de Austria en marzo de 1938.

## Características
La nueva Constitución proclamada por el canciller austriaco Engelbert Dollfuss, era confesional —católica— y tenía diversas influencias, entre ellas, la del fascismo italiano. Sustituía a la anterior Constitución democrática vigente desde la posguerra y debía servir de complemento al sistema de gobierno autoritario basado en el partido único creado por Dollfuss, el Frente Patriótico.
La ley creaba cinco organismos consultivos, de escasas prerrogativas. Entre ellos se contaba el Consejo de Estado, especie de Senado formado por entre cuarenta y cincuenta miembros elegidos por el presidente de la república, que debía evaluar las leyes a petición del Gobierno, en colaboración con otras tres juntas: el Consejo Cultural Federal, el Consejo Económico Federal y el Consejo Provincial. El Consejo Cultural Federal debían formarlo entre treinta y cuarenta representantes de las distintas confesiones religiosas, autoridades educativas y personalidades de la cultura y la ciencia austriacas. El Consejo Económico Federal, por su parte, debían formarlo entre setenta y ochenta personas, representantes de las siete agrupaciones profesionales que establecía la Constitución: la de agricultura y bosques, la de industria y minería, la de artesanos, la de comercio y comunicaciones, la de banca, crédito y seguros, la de las profesiones liberales y la de funcionarios. El Consejo Provincial lo formaban los ocho presidentes de las distintas provincias, el alcalde de Viena y los asesores económicos de las provincias y la capital.
Estas juntas creadas por la Constitución tenían carácter meramente consultivo y únicamente podían analizar las leyes que les presentase el Consejo de Ministros. Entre las cuatro, elegían a cincuenta y nueve de sus miembros, que constituían la Dieta Federal. Esta podía rechazar los proyectos de ley gubernamentales, pero no proponerlos; el Gobierno contaba, en todo caso, con la capacidad de legislar por decreto, sin el beneplácito de la Dieta.